# Billy-sur-Aisne
Billy-sur-Aisne es una comuna francesa, situada en el departamento de Aisne, de la región de Alta Francia. Está integrada en la comunidad de aglomeración GrandSoissons Agglomération.

## Demografía
| 926 | 1 160 | 1 256 | 1 338 | 1 279 | 1 189 | 1 099 | 1 170 |
| Para los censos de 1962 a 1999 la población legal corresponde a la población sin duplicidades (Fuente: INSEE [Consultar]) |       |       |       |       |       |       |       |